# Goblin (Ultimate Marvel)
Goblin (Green Goblin), il cui vero nome è Norman Osborn, è un personaggio immaginario dei fumetti creato da Brian Michael Bendis e Mark Bagley nel 2001, pubblicato negli Stati Uniti d'America dalla Marvel Comics. È uno degli antagonisti della serie a fumetti Ultimate Spider-Man.
Il personaggio nasce come versione aggiornata del Goblin in un universo narrativo, Ultimate Marvel, slegato dalla continuity classica della Marvel; differisce notevolmente dalla versione classica trattandosi di un grosso mostro antropomorfo che può ingrandire a piacimento parti del suo corpo; produrre fuoco dalle mani, scagliandolo sotto forma di globi che ricordano le tradizionali zucche; è straordinariamente feroce (nella sua prima notte da Goblin uccide la moglie e brucia la propria casa, con suo figlio Harry all'interno), ma dimostra di essere molto intelligente anche quando è trasformato, con grandi doti di leader.

## Biografia del personaggio
Norman Osborn subisce una mutazione genetica assumendo il siero Oz, capace di aumentare la forza, l'agilità e i riflessi. Prima di mutarsi in Ultimate Green Goblin, Osborn aveva fatto degli studi sul siero ed era stato assunto dal giovane Peter Parker che era stato punto da un ragno mutato con il siero. Osborn, dopo aver osservato gli effetti del siero su Parker, si era convinto che il siero potesse funzionare e che si poteva testare su un soggetto umano. Provandolo su sé stesso Osborn mutò in nella creatura nota come Green Goblin che divenne il principale nemico di Ultimate Spider-Man, versione Ultimate di Spider-Man perché crede che Parker sia suo "figlio", dato che nel suo sangue scorre il siero Oz da lui creato. Altro avversario è Nick Fury, capo dello S.H.I.E.L.D..
A causa del siero, il figlio di Norman Osborn, Harry, è mutato nel mostro chiamato Hobgoblin. Harry viene aiutato da Mr Shaw, impiegato delle industrie Osborn, che fa ricordare a Harry gli avvenimenti precedenti quando Goblin fu sedato e ibernato. I ricordi e il ritrovamento del siero Oz portano il figlio di Norman alla mutazione in Hobgoblin.
Norman riesce a evadere dal Triskelion con l'aiuto di Electro e accusa pubblicamente Nick Fury di essere un sadico maniaco, poiché l'ha torturato per sperimentare i cambiamenti del siero Oz nel suo corpo. In seguito Norman attacca Harry (trasformatosi in Hobgoblin a causa della tensione) e gli rompe il cranio a pugni. In un attimo di lucidità, rendendosi conto di ciò che ha fatto, si arrende allo S.H.I.E.L.D., così che Carol Danvers possa sparargli un colpo in testa. Nonostante lo sparo ricevuto in testa, è ancora vivo e si risveglia nel carcere dello S.H.I.E.L.D dove Carol Danvers lo informa di avergli tolto i poteri e che non avrà nessun processo. Rinchiuso in carcere, Norman, ormai impazzito, arriva a credere che la sua ossessione per Parker sia una missione affidatagli da Dio. Riuscito a riattivare i suoi poteri, evade liberando anche e i Sinistri Sei (che lui definisce "uomini di Dio") che porta con sé in un attico dove illustra il piano di vendetta ma, inaspettatamente, Otto Octavius si rifiuta di partecipare e Norman per questo lo uccide. Raggiunta la casa di Peter, affronta Johnny e Bobby che riescono a stordirlo ma quando si riprende ingaggia una violenta lotta con Parker. Durante il combattimento Peter gli dice che, anche se riuscirà a ucciderlo, non riavrà tutte le persone care che ha perso e il suo impero ma Goblin afferma che gli basta la morte del suo nemico per essere soddisfatto. In seguito viene investito da un camion guidato da Mary Jane ma il Goblin riesce a rialzarsi. Peter, capendo che la cosa non finirà mai finché uno dei due non morirà, usa tutta la forza che ha per afferrare il camion e glielo scaraventa in testa più volte, ma il mostro non mostra segni di cedimento ed è deciso più che mai a uccidere Peter. Arriva poi Octavius che, sopravvissuto alla morte, interviene aiutando Peter riuscendo a uccidere Goblin. Norman muore riassumendo forma umana. Prima di esalare l'ultimo respiro rivela a Peter di essere lui il vero responsabile della morte di zio di Peter poiché fu lui a pagare il ladro che lo uccise poiché i grandi eroi nascono dalle tragedie e serviva proprio una tragedia per indurre Peter a diventare l'eroe che è diventato. Peter fuori di sé decide di assestargli un pugno per farlo tacere per sempre ma Otto lo ferma affermando che non è onorevole uccidere una persona che sta per morire. Norman, guardato con disprezzo da Peter, muore mentre il suo corpo viene inghiottito dalle fiamme causate da Johnny.

## Poteri e abilità
Grazie all'iniezione di siero OZ, Norman Osborn può mutare a proprio piacimento in Goblin, tornando poi al suo normale stadio umano a comando. Come Goblin, Osborn possiede forza, resistenza, agilità e riflessi sovrumani, oltre alla capacità di generare nei palmi delle mani e sul corpo fuoco che poi lancia sotto forma di globi. Inoltre può fare fuoriuscire un numero sempre maggiore di aculei letali dal proprio corpo. Le scaglie che ricoprono il suo corpo sono molto resistenti e il mostro possiede aculei, artigli, denti e corna letali. Osborn può anche aumentare la massa di parti isolate del suo corpo fino a fargli ottenere grossomodo le fattezze e le capacità di quelle della sua mutazione anche restando umano.

## Altri media

### Cinema
Goblin compare in Spider-Man - Un nuovo universo, doppiato da Jorma Taccone.

### Televisione
- Goblin compare in Ultimate Spider-Man, doppiato da Steven Weber.
- Goblin compare in LEGO Marvel Super Heroes: Sovralimentazione massima.

### Videogiochi
Goblin compare in:
- Ultimate Spider-Man
- Spider-Man: Battle for New York
- Spider-Man: Toxic City
- Spider-Man: Shattered Dimensions
- Ultimate Spider-Man: Total Mayhem
- Dinsey Infinity 2.0: Marvel Super Heroes
- Disney Inifnity 3.0
- Marvel Future Fight
- Marvel Strike Force